# 스티네 피셰르 크리스텐센
스티네 피셰르 크리스텐센(덴마크어: Stine Fischer Christensen, 1985년 ~ )은 덴마크의 배우이다.